# Premio Agatha alla narrativa per ragazzi
Il premio Agatha alla narrativa per ragazzi (in inglese Best Children's/Young Adult Mystery), è una delle cinque categorie in cui viene assegnato regolarmente, durante il premio letterario americano Agatha Award dalla Malice Domestic Ltd. dal 2001 in omaggio a romanzi di un autore del genere mistero per bambini e giovani fino a 18 di età. Il premio viene assegnato dalla Malice Domestic Ltd durante una conferenza nazionale annuale.

## Albo d'oro
| Anno | Vincitore                     | Titolo originale                                                     |
| 2001 | Penny Warner                  | Mystery Of The Haunted Caves: A Troop 13 Mystery                     |
| 2002 | Daniel J. Hale Matthew LaBrot | Red Card: A Zeke Armstrong Mystery (The Zeke Armstrong Mysteries, 1) |
| 2003 | Kathleen Karr                 | The 7th Knot                                                         |
| 2004 | Blue Balliett                 | Chasing Vermeer                                                      |
| 2005 | Peter Abrahams                | Down the Rabbit Hole                                                 |
| 2005 | Carl Hiaasen                  | Flush                                                                |
| 2006 | Nancy Means Wright            | The Pea Soup Poisonings                                              |
| 2007 | Sarah Masters Buckey          | A Light in the Cellar                                                |
| 2008 | Chris Grabenstein             | The Crossroads                                                       |
| 2009 | Chris Grabenstein             | The Hanging Hill                                                     |
| 2010 | Sarah Smith                   | The Other Side of Dark                                               |
| 2011 | Chris Grabenstein             | The Black Heart Crypt                                                |
| 2012 | Penny Warner                  | The Haunted Lighthouse (The Code Busters Club, Case 2)               |
| 2013 | Chris Grabenstein             | Escape from Mr. Lemoncello’s Library                                 |
| 2014 | Penny Warner                  | The Mummy’s Curse (The Code Busters Club, Case 4)                    |
| 2015 | Amanda Flower                 | Andi Unstoppable                                                     |
| 2016 | Penny Warner                  | The Secret of the Puzzle Box (The Code Busters Club, Case 6)         |
| 2017 | Cindy Callaghan               | Sydney Mackenzie Knocks ’Em Dead                                     |
| 2018 | Cindy Callaghan               | Potion Problems (Just Add Magic)                                     |
| 2019 | Frances Schoonmaker           | The Last Crystal                                                     |
| 2020 | Richie Narvaez                | Holly Hernandez and the Death of Disco                               |
| 2021 | Alan Orloff                   | I Play One on TV                                                     |